# Dave Williams
David "Dave" "Stage" Williams (født 29. februar 1972, død 14. august 2002) var forsanger i bandet Drowning Pool. Han blev fundet død i bandets tourbus den 14. august 2002.